# ロッピングライフ
株式会社ロッピングライフ（英: Ropping Life Co.,Ltd.）は、主にテレビショッピングをはじめとする通信販売事業等を手がける、テレビ朝日の連結子会社。
公益社団法人日本通信販売協会（JADMA）正会員。

## 概要
1985年（昭和60年）3月2日に「株式会社テレビ朝日リビング」として設立。
通信販売ブランド「テレ朝通販 Ropp!ng」（ロッピング）を展開。キャッチフレーズは「いいものさがしの『ロッピングライフ』」。ちなみに「Ropping」とは、テレビ朝日の本社所在地である「六本木」と「ショッピング」を組み合わせた造語である。
主にテレビ朝日、BS朝日等の放送にて『ものコンシェルジュ』『厳選!いいものお取り寄せ!』などの通信販売番組を企画・制作し、それらを通じて商品を提供・販売しているほか、テレビ朝日ホームページ内にてインターネット通信販売サイト「Ropp!ng」などを運営している。
2011年（平成23年）4月1日に現在の社名に変更された。

## 主な番組
レギュラー
- 『じゅん散歩 ものコンシェルジュ』（『じゅん散歩』番組内） - MC：新山千春、愛華みれ
- 『ワカコさんとマサルくんのお宅は買わないの??』（2022年5月 - ） - MC：島崎和歌子、濱口優
- 『ニッポンめしあがれ』（2023年4月 - 、『じゅん散歩』内番組、「ごちそう通販」の後番組） - MC：榊原郁恵、宍戸開
- 『テレ朝通販セレクション』

特別番組
- 『今田耕司★ヒットの世界 東大生が通販してみた!!』（2020年3月14日 - 2022年11月20日） - MC：今田耕司[3]
  - 『今田耕司の買うならイマダ「おかんと通販してみた!」』（2023年5月20日 - ） - MC：今田耕司
- 『お買い物の旅 ものコンシェルジュ』（『路線バスで寄り道の旅』番組内、2020年10月4日 - ） - MC：田中律子
- 『駅チカ人情食堂』（2022年8月 - ） - 出演者：なすなかにし
- 『通販をスクープしてみた!!』（2023年7月29日 - 、月1，2回） - 出演者：浅野ゆう子、高橋茂雄（サバンナ）、児嶋一哉（アンジャッシュ）、ギャル曽根

### 過去に放送された番組
- 『テレビ朝日リビング 朝のショッピング』
- 『セレクションF』
- 『セレクションX』（深夜枠）
  - 『セレクションX GOLD』
- 『Oh!それ見ぃーよ』 - 開始時期不明、『ちい散歩』初期まで
- 『いいものさがし ちい散歩くらぶ』 - 『ちい散歩』
  - 『特選いいものさがし』（早朝枠）
- 『ゆうゆう散歩 いいものさがし』 - 『若大将のゆうゆう散歩』
- 『ロッピングセレクション』（深夜枠）
- 『特選!ものコンシェルジュ』（早朝枠）
- 『通販だけ生活』（2021年4月2日 - 6月25日）→『春菜ザキさんのタダの通販じゃねーよ!』（2021年7月2日 - 2022年3月25日） - MC：近藤春菜（ハリセンボン）、山崎怜奈
- 『厳選!いいものお取り寄せ!』（深夜枠・「特選!ものコンシェルジュ」を統合、2021年7月 - 2022年5月）
- 『東京トキメキ百貨店』（2021年11月5日〈4日深夜〉 - 2023年4月1日（3月31日深夜）、月1回、深夜枠） - MC：井上裕介（NON STYLE）、益若つばさ[4]
- 『ギャル曽根ファミリーの【ごちそう通販】』（2022年10月7日 - 2023年3月、『じゅん散歩』内番組） - MC：ギャル曽根
- 『ルミ子の食卓』（2023年4月8日（7日深夜） - 2024年3月30日（29日深夜）） - 女王：小柳ルミ子、執事：篠宮暁（オジンオズボーン）（深夜枠）

特別番組
- 『坂上くんが試してみた!! 通販☆家事スクール』（2020年10月11日 - 2023年4月23日） - MC：坂上忍[5]

## 不祥事・トラブル
- 2008年（平成20年）2月7日放送の『いいものさがし ちい散歩くらぶ』で「24時間風呂」を取り上げ、一般的なガス風呂と比較しガス代・電気代が「年間で1870円安くなる」と紹介したが、実際は年間で約33,000円高くなることが判明。2009年（平成21年）3月4日の放送で視聴者に謝罪した[6]。
- 『セレクションF』などの通販番組で販売していたカンキョー製コンデンス除湿機において、2009年から2011年の間に、発熱に起因すると思われる火災が発生したことが明らかになり、2011年10月24日、同社から経済産業省へリコールの届出がなされ、同種製品の回収および無償修理が告示された[7]。